# Шајиновац (Призрен)
Шајиновац (алб. Shajnë) је насељено место у општини Призрен, на Косову и Метохији. Према попису становништва из 2011. у насељу је живело 1.069 становника.

## Становништво
Према попису из 2011. године, Шајиновац има следећи етнички састав становништва:
| Националност | 2011.          |
| Албанци      | 1.068 (99,91%) |
| Горанци      | 1 (0,09%)      |
| Укупно       | 1.069          |

| Демографија | Демографија | Демографија |
| Година      | Становника  | Становника  |
| ----------- | ----------- | ----------- |
| 1948.       | 626         |             |
| 1953.       | 639         |             |
| 1961.       | 705         |             |
| 1971.       | 921         |             |
| 1981.       | 1.253       |             |
| 1991.       | 1.415       |             |
| 2011.       | 1.069       |             |